# Michael Hemmingsen
Michael Hemmingsen (født 2. oktober 1967) er en dansk fodboldtræner, der er cheftræner for den danske 1. divisionsklub Fremad Amager. Hemmingsen har tidligere været sportsdirektør og cheftræner i Odense Boldklub samt cheftræner i bl.a. FC Vestsjælland og Næstved Boldklub. 

## Karriere som træner
Han er tidligere assistenttræner for Lars Olsen i superligaklubben Odense Boldklub. I foråret 2007 overtog han midlertidigt rollen som cheftræner, da den tidligere træner Bruce Rioch med kort varsel forlod klubben. Michael Hemmingsen spillede i det meste af sin karriere i OB, hvor han spillede i midterforsvaret og derudover var anfører. Michael Hemmingsen er storebror til den tidligere landsholdsspiller Carsten Hemmingsen.
I sommer 2009 blev han udset som efterfølger for Carsten Broe på cheftrænerposten i SønderjyskE. Hemmingsen fik først en kort dispensation fra DBU's regel om, at en cheftræner skal være i besiddelse af UEFA Pro Licens. Da dispensationen var udløbet, måtte Hemmingsen gå af som cheftræner, mens han tog den nødvendige træneruddannelse. I mellemtiden blev cheftrænerposten varetaget af Frank Andersen.
I maj 2011 blev han udnævnt som cheftræner for nedrykkerne fra Randers FC. Han blev fyret den 5. juli 2012, hvorefter han blev afløst af Colin Todd.
I september 2015 blev han udnævnt som cheftræner for FC Vestsjælland, hvilken ansættelse dog ophørte, da klubben gik konkurs. Den 29. marts blev han træner i Næstved Boldklub som erstatning for den fyrede Mogens Krogh.
27. december 2019 blev det offentliggjort at han tiltræder som sportschef i Odense Boldklub. Den 15. marts 2021 overtog Hemmingsen cheftrænerposten i OB, efter at den forhenværende cheftræner Jakob Michelsen blev fyret.